# Stony Point (New York)
Stony Point è un comune degli Stati Uniti d'America, situato nello stato di New York, nella contea di Rockland.